# Deckau
 Deckau  ist ein Ortsteil der Gemeinde Drebber im niedersächsischen Landkreis Diepholz.

## Geographie und Verkehrsanbindung
Der Ort liegt im nördlichen Bereich der Gemeinde Drebber nordöstlich von Mariendrebber zwischen der nördlich des Ortes fließenden Dadau und der südlich fließenden Hunte. Die B 51 verläuft südlich des Ortes.

## Sehenswürdigkeiten
In der Liste der Baudenkmale in Drebber ist für Deckau kein Baudenkmal aufgeführt.